# Argonauti

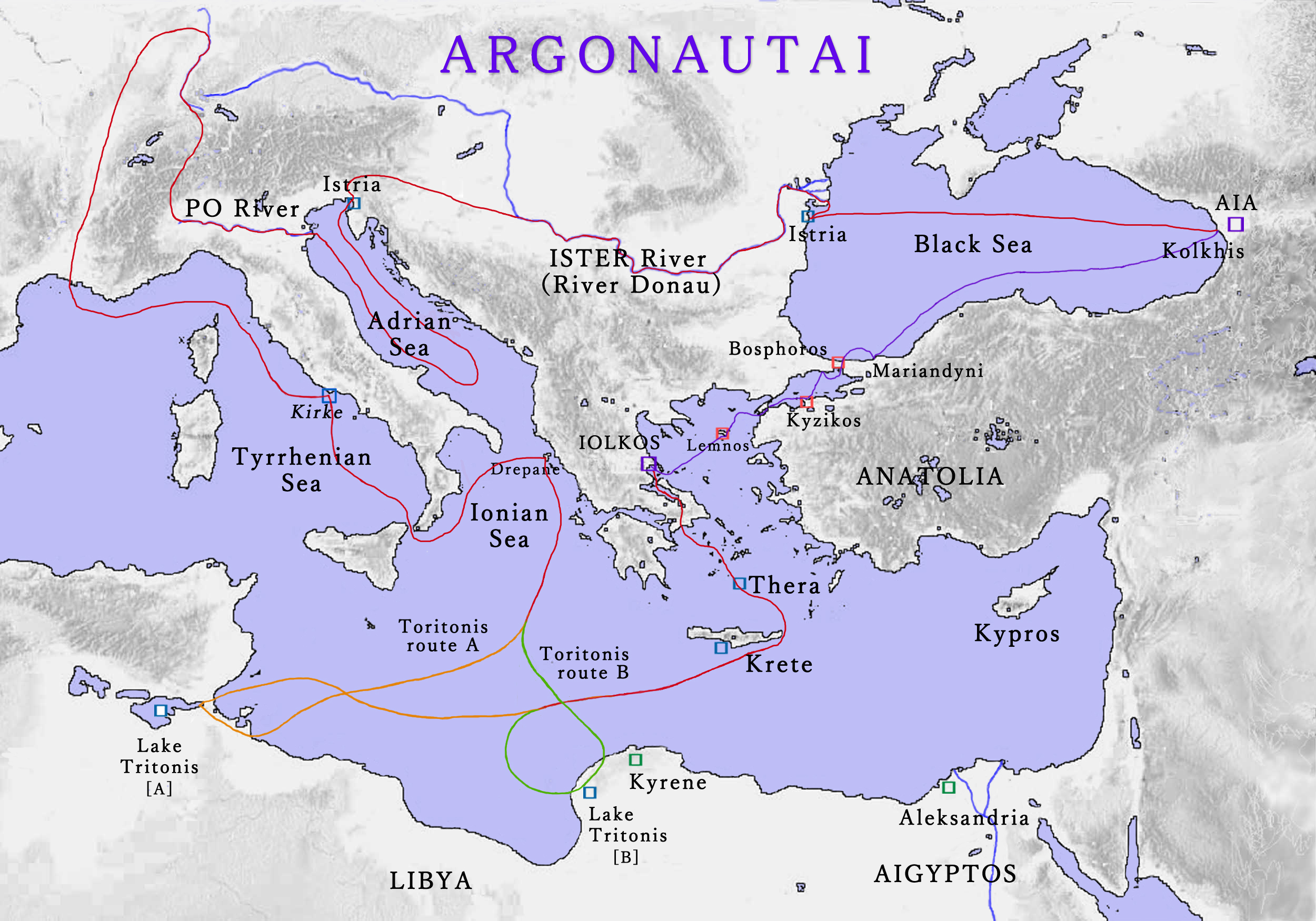
Jedna z možných variant cesty Argonautů

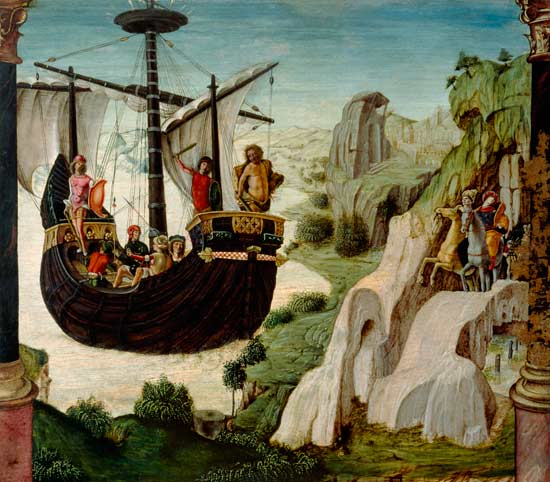
Argo na obraze od Lorenza Costy

Argonauté (řecky Αργοναύται, latinsky Argonautae) jsou v řecké mytologii mořeplavci, kteří se plavili na lodi Argó z thesálského Iólku do černomořské Kolchidy, aby pod vedením Iásóna překonali mnohá nebezpečí a našli zlaté rouno. Výprava předcházela výpravě do Tróje, zúčastnili se ji přední řečtí héróové jako Héraklés, Théseus nebo Dioskúrové a patří k základním tematickým okruhům řeckých bájí.

## Popis příběhu

### Podnět k výpravě
Vlády v Iólku se zmocnil neprávem záludný a krutý král Peliás. Když se právoplatný následník trůnu Iásón domáhal jejího vrácení, stanovil král Peliás podmínku, že vládu předá po získání zlatého rouna. To se dostalo do Kolchidy tehdy, když zlatý beran přenesl ohroženého Frixa na svých zádech do bezpečí ke králi Aiétovi. Po oběti bohům daroval Frixos rouno králi a ten ho nechal střežit hrozným drakem. Zlaté rouno považoval za záruku svého vládnutí.
Iásón úkol přinést zlaté rouno přijal a nechal na dalekou cestu do neznámých končin postavit velkolepou loď, sehnal statečnou posádku a vyplul do nebezpečenství, z něhož nikdo nevěřil na návrat.

### Loď a její posádka
Byla to obrovská loď, jakou předtím nikdo neviděl. Měla padesát vesel, byla veliká a pohodlná a přitom tak lehká, že ji plavci mohli nést na ramenou. Stavěl ji vynikající mistr Argos. Byla pojmenována Argó, což znamená Rychlá.
Nad stavbou bděla bohyně Héra, také Athéna, bohyně všech řemesel a všeho umění. Pro šťastnou plavbu byl do lodního kýlu vložen kus dřeva z posvátného dubu z věštírny.
Posádku tvořili význační, udatní a slavní muži, kteří se scházeli z celého Řecka. Bylo jich celkem padesát, mezi nimi: Héraklés a Ankaios – siláci; Kastór a Polydeukés ze Sparty; Orfeus – bájný pěvec a vypravěč; Meleagros – kalydónský král; Théseus – chlouba Athén; Akastos – proti vůli svého otce Pelia; Tífys – kormidelník, zemřel v zemi krále Lyka; Idmón – věštec, zahynul po napadení kancem; Mopsos – věštec, zemřel po šlápnutí na jedovatého hada; Hylás – přítel Héraklův, vodní víla ho stáhla pod hladinu; Polyfémos – Héraklův druh; Kalais a Zétés – okřídlení synové boha západního větru Borea; Idás – probodl kance, který zabil Idmóna; Oileus – lokridský král; Peirithoos – lapithský král; Péleus – fthíjský král; Telamón – salamínský král; Admétos, Týdeus, Lynkeus, Eufémos, Oileus – hrdinové; Asklépios – lodní lékař a pozdější bůh lékařství. Na zpáteční cestě z Kolchidy se přidali čtyři synové Frixovi, nejstarší jménem Argos a nejmladší Frontis.

### Před vyplutím
Obětovali bohům, prosili Apollóna o zdar výpravy, šťastný návrat, za příznivý vítr. Věštec Idmós posádce oznámil, co mu zjevil Apollón: všichni se vrátí, i se zlatým rounem. Jediný, komu je souzeno zahynout, je věštec sám. Noc před vyplutím byli všichni napjati očekáváním, ale i obavami. Mírnil je svým zpěvem Orfeus. Ráno bylo slunečné, vál mírný vítr. Skvělá loď Argó se vydala na svou dalekou pouť do neznámých krajin, vyprovázena množstvím lidí, ale i bájných bytostí.
První den plavby byl příznivý, k večeru přistáli na pobřeží u mohyly Dolopse, syna boha Herma. Na památku bylo toto místo nazváno Argos. Ráno však vál nepříznivý vítr, stejně tak i druhý den. Plavci poslouchali zpěv Orfeův, vyprávěli historky ze svých životů, seznamovali se. Další dny plavba pokračovala, viděli nebetyčný Olymp, obepluli ostrov Athos a mířili k ostrovu Lémnos.

### Na ostrově Lémnos
Věštec lodníkům vyprávěl, že na ostrově nežije jediný muž, ženy na ostrově nedostatečně uctívaly Afroditu, zato je bohyně potrestala tím, že jejich mužové o ně ztratili zájem a oblíbili si ženy z pevniny, přiváželi si je za manželky. To vyvolalo hněv a nenávist a ženy z Lémnu pobily všechny muže. Jediný se zachránil král Thoás, kterého dcera Hypsipylé ukryla v truhlici, kterou spustila na moře. Brzy však ženy poznaly, že bez mužů je život ještě těžší a když se přiblížila loď s Argonauty, ženy je pozvaly na ostrov, obletovaly je a prosily, aby s nimi zůstali déle. Královna Hypsipylé nabízela předání moci Iásonovi, ten ale odmítal. I tak se na ostrově zdrželi delší dobu, až nakonec na naléhání Héraklovo zvedli kotvy a odplouvali.

### Pobřeží Tróje, Helléspont
Loď plula Thráckým mořem, minula ostrov Imbros a přiblížila se ke slavné Tróji. Plula po hrozivých vlnách Helléspontu, kde se utopila malá Hellé po pádu z hřbetu zlatého berana, který ji a jejího bratra Frixa unášel do Kolchidy pryč od zlé macechy Ínó. Argonauté vzpomněli na tyto události, které byly také příčinou jejich cesty pro zlaté rouno.
Připluli k ostrovním skalám, kde žili divocí obři se třemi páry rukou a pod horou žili Dolionové s králem Kyzikem. Když obři zpozorovali kotvící loď, vrhali na ni obrovské kameny. Postavil se jim Héraklés a nejprve sám, potom i s ostatními druhy pobili obry luky a šípy. Dolionové se radovali z pobití strašných sousedů, přinášeli plavcům bohaté dary a pohoštění. Pak se Argonauté vydali na další cestu, ale silná bouře a vítr je zahnaly zpět na břeh. V noční tmě se Dolionové a Argonauté nepoznali a tak se stalo, že mnoho Dolionů padlo, mezi nimi i král Kyzikos šípem Iásonovým. Za denního světla všichni zděšeně zjišťovali škody a společně truchlili dalších několik dnů, kdy loď nemohla pro nepřízeň počasí odplout.
Když počasí dovolilo, na další plavbě loď přistála u břehů Mýsie (mezi Lýdií a Frygií) a byli pohostinně přijati. Tam vystoupil na břeh Héraklés, který potřeboval nové veslo. Jeho oblíbenec Hylás šel pro vodu a tolik se zalíbil jedné vodní víle, že ho stáhla k sobě pod vodu. Jeho druhové ho marně hledali. Když se o ztrátě dozvěděl Héraklés, volal a hledal ho ještě celou noc, ale všechno marně.
Druhý den rychle opustili toto místo a když byli daleko na moři, Iásón s hrůzou zjistil, že mu chybí tři muži – Héraklés, Polyfémos a Hylás. Dočkal se trpkých výčitek Telamónových, který se chtěl vrátit zpět. Nad hladinu se vynořil mořský bůh Glaukos a domluvil jim, aby vše nechali na vůli bohů, kteří usoudili, že Hérakla čekají jiné velké úkoly, Polyfémos se má usadit v Mýsii a založit tam slavné město. Hylás je už manželem té víly. To plavce uklidnilo a odpustili si vzájemné výčitky.

### Král Amykos
Další přistání bylo v zemi surového krále Amyka, vládce národa Bebryků. Každý z příchozích se musel s králem utkat v pěstním zápase, mnoho mužů už zabil a zmocnil se jejich majetku. Argonauté byli pobouřeni a rozhněváni a k zápasu s králem se přihlásil Polydeukés, nejlepší pěstní zápasník. A přestože byl nesrovnatelně menší než cizí král, Polydeukés zvítězil a král padl k zemi s rozbitou lebkou. To vyvolalo krvavou řež, v níž Bebrykové padali a dávali se na útěk. Dostali se však do boje osmělených sousedů, kteří zabíjeli a plenili území Bebryků, jejich pole i města. Naopak Argonauté zůstali všichni naživu, naplnili koráb kořistí a vypluli dál. Pluli Bosporem a kormidelník je vyvedl z nebezpečenství a uchránil životy i loď při ohrožení obrovskou vlnou.

### Stařec Fíneus
Po noční plavbě přistáli na pobřeží neznámé země, kde žil stařec Fíneus. Protože měl věšteckého ducha, rád prozrazoval lidem úmysly bohů, za což byl krutě potrestán: byl starý, slepý a neustále hladový. Kdykoli se chtěl najíst, přiletěly divoké dravé Harpyje, napůl ženy, napůl ptáci. Rvaly mu potravu z rukou i úst a ponechaly mu jenom tolik, aby nezemřel hladem. Zbylé jídlo pokálely a znečistily, aby je nikdo nemohl jíst. Fíneus Argonauty radostně přivítal, protože o nich věděl z věšteb. Synové boha severního větru Borea, okřídlení Kalaís a Zétés, pociťovali se starcem velikou lítost, připravili Fíneovi jídlo a jakmile přiletěly Harpyje, vyřítili se na ně a chystali se zahubit je mečem. Od toho je odvrátila bohyně Iris, aby uchránila bratry od božského hněvu, zaručila se jim, že Harpyje se již nikdy nevrátí.
Fíneus se konečně zase dosyta najedl, radoval se z toho a Argonautům věštil o jejich dalších cestách a nástrahách na nich. Jakmile však doplují do Kolchidy, čeká je šťastný návrat a sláva.

### Plavba do Kolchidy
Po rozloučení s Fíneem se loď vydala na další cestu přes nebezpečnou úžinu (dnešní Bospor), kterou střežily Symplégady, obrovské skály, které se za silného dunění a vlnobití hrozivě srážely. Skrytě na loď dohlížela patronka bohyně Athéna a plavcům pomohla Fíneova holubice: podle rady ji vypustili a bedlivě pozorovali, zda se bez úhony dostane přes úžinu. Teprve potom prudce vyrazili s lodí a ze všech sil i božskou pomocí úžinou projeli.
Plavba po hladině Černého moře byla klidná. Když zastavili u malého ostrova Thýnie, spatřili zářivého boha Apollóna v lesklé zbroji. Bůh tam právě pobýval na každoroční návštěvě u Hyperboreů, severského národa, který si oblíbil. Plavci obětovali bohům a prosili o ochranu na dalších cestách. Ostrov zasvětili Jitřnímu Apollónovi, na jehož statečné činy vzpomínali.
Na další plavbě míjeli Acheruskou skálu, v jejíž blízkosti vyvěrá na zem podsvětní řeka Acherón, která zde proudí do moře. V následující zemi žili Maryandynové, vládl jim král Lykos. Sám král je slavnostně uvítal, jejich sláva je předcházela. Přijetí bylo naplněno i vděčností za porážku Bebryků i jejich krále Amyka, což bylo činem Polydeukovým. Iásón vyprávěl podrobnosti z dosavadní cesty i očekávání, za kterými plují do Kolchidy. Král Lykos byl velmi přátelský a nadšený jejich dobrodružstvím, že požádal, aby vzali na další cestu s sebou jeho syna Daskyla. On zato vystaví bratřím Polydeukovi a Kastorovi vysoký chrám na skále.
Na tomto místě se také stala smutná očekávaná událost: věštec Idmón zahynul nešťastně tak, že jej napadl divoký kanec na břehu řeky, zle jej zranil a Idmóna usmrtil. Ostatní přispěchali na pomoc, ale marně.
Divoké zvíře probodl Idás kopím. Tři dny a noci se s druhem loučili, poté ho slavnostně pochovali a navršili mu mohylu. Právě v těch chvílích zemřel po kratičké nemoci jejich komidelník Tífys. Smutek trval dalších dvanáct dní, až do toho musela vstoupit bohyně Héra a vnukla Ankaiovi odvahu. Poté se mužstvo vzchopilo a ke kormidlu se postavil Ankaios.
Další plavba byla dlouhá, ale nerušená. Zastávka se konala u mohyly Sthenela, přítele Héraklova z války s Amazonkami. Duši mrtvého hrdiny propustila z podsvětní říše královna Persefona, aby se mohla setkat s krajany. Argonauté vzdali poctu a vykonali oběť a při Orfeově zpěvu vzpomínali. Pak už nastoupili na loď a při dobrém větru cesta rychle ubíhala. Zato další den a noc se museli opřít do vesel, jenom kolem
ostrova Amazonek jim přál silnější vítr, takže nemuseli přistávat a riskovat boj.
Ještě je čekalo přistání na ostrově Aretiás, kde sídlili draví ptáci s kovovými brky. Héraklés je sem zahnal od Stymfálského jezera. Ještě než ukotvili loď, jeden z ptáků svým brkem zranil plavce Oilea.
Proti druhému útoku se už ubránili svým ostrým šípem. Podle Fíneovy věštby však na ptáky střelba šípy neměla být účinná, proto zvolili jinou metodu - mužstvo se ochránilo štíty a kopími a když se ptáci přiblížili, spustili hlasitý křik a harašili se zbraněmi. To ptáky tak vyděsilo, že odletěli k dalekým horám a na ostrov se už nevrátili.

### Frixovi synové
Poslechli i další radu Fíneovu, zůstali ještě tu noc na ostrově a to jim zachránilo život, protože přišla nevídaně silná bouře. Když byl už ráno klid, přicházeli k lodi a vtom se vynořili z úkrytu čtyři mladí muži, kteří bouři unikli. Ukázalo se, že jsou to synové Frixa, jehož zlatý beran dopravil do Kolchidy ke králi Aiétovi, jejich dědovi. Ten nyní vlastní zlaté rouno. Frixos před svou smrtí
nabádal své syny, aby se vrátili do řeckého Orchomenu a získali jmění po králi Athamantovi. A tak synové uposlechli a bez vědomí své matky Chalkiopé právě prchali zpět do Řecka, když silná bouře zničila jejich loď. Iásón vše se zájmem vyslechl a vyzval nejstaršího Arga, aby se nalodili s nimi a vrátili se do Kolchidy pro rouno. Frixovi synové jej varovali před proradností krále Aiéta, jeho krutostí a bojovností. Také líčili jako nemožné získat zlaté rouno.
A tak prožívali všichni radost i strach. Cesta je vedla kolem vysoké skály, na níž trpěl Prométheus za to, že daroval lidem oheň. Den co den mu obrovský orel rozsápal játra, která do dalšího dne zase dorostla. Poté již brzy dorazili k ústí kolchidské řeky Fásidy, do pohodlného přístavu. Ukryli loď, obětovali bohům za šťastné doplutí a prosili o další přízeň a pomoc. Sbírali odvahu a dělali plány na setkání s králem Aiétem.

### Zlaté rouno, Médeia
Tato důležitá část rozsáhlého mýtu je více příběhem Iásona a Médeii, jimž jsou věnovány samostatné články.
Zkráceně se události v Kolchidě vyvíjely tak, že král Aiétés byl od začátku úskočný, zejména z obav, že jej Iásón přijíždí zbavit moci. Proto jej nepřívětivě přijal a zlaté rouno mu slíbil, ovšem za nesplnitelných podmínek - musel zorat pole s býky s kovovýma nohama, nasít dračí zuby, z nichž vzklíčí ozbrojení vojáci, ty musí do večera pobít. V tu chvíli již Iásón měl silného spojence - Aiétovu dceru Médeiu, jíž Erós zasáhl srdce láskou k Iásonovi. Dala Iásonovi zázračnou mast nezranitelnosti a poradila mu, jak porazit dračí vojsko - vhodí mezi ně kámen a oni se pobijí mezi sebou.
Médeia měla výčitky ze zrady vůči otci, ale Iásona milovala tak, že od počátku chtěla, aby ji vzal s sebou do své vlasti. To jí Iásón bez váhání slíbil. Když byl úkol splněn, král Aiétés hned pojal podezření z cizí pomoci a bez váhání začal podezřívat některou ze svých dcer. Médeia z hrozného strachu vyhledala na lodi Iásóna a přemlouvala ho k rychlému útěku. Pomohla získat zlaté rouno, očarovala hrozného draka kouzelnými slovy a uspala ho kouzelnou šťávou. Iásón uvolnil zlaté rouno a prchali k lodi.
Argonauté žasli nad krásou zlatého rouna, ale Iásón i Médeia je pobízeli, aby rychle připravili loď na odplutí a posádku k boji. Král Aiétés rychle shromáždil bojovníky a se svým synem Apsyrtem dorazil na pobřeží, kdy už ale Argonauté byli daleko na širém moři, s dopomocí bohyně Héry. Na její znamení se vydali cestou k ústí Istru (dnešní Dunaj). Aiétovo vojsko se vydalo cestou na Helléspont, druhá část vedená Apsyrtem plula k Istru a tam na soutoku dvou ramen se obě lodi setkaly. Do hry se vložila Médeia, lstí
vylákala Apsyrta na schůzku a když se setkali, vyskočil z úkrytu Iásón, Apsyrta proklál mečem, uťal mu všechny údy a tělo zahrabal. Tento strašný čin viděly Erínye, bohyně pomsty, které svou oběť pronásledují jako štvané zvíře, dokud si viník svou vinu neodpyká.
Médeia poté přivolala loď Argonautů a ti v krvavé řeži vojsko Apsyrtovo porazili. Po krátké poradě na návrh Pélea odrazili s lodí a rychle se plavili dál, k zemi Hylleů. Kolchidské vojsko vyrazilo je pronásledovat, avšak bohyně Héra rozpoutala vichřici a bouři, takže cesta pronásledovatelů byla marná. Vzdali to, usadili se v těch místech a do Kolchidy se nikdy nevrátili.

### Zpáteční cesta
Od Hylleů se Argonauté s mnoha dary vydali na cestu domů. Zeus se na výpravu hněval kvůli Iásonovu zločinu a za trest jim určil nesnáze a strasti na cestě, dokud se Iásón z vraždy Apsyrta neočistí u kouzelnice Kirké, Aiétovy sestry. Tento božský úmysl jim lidským hlasem oznámila sama loď Argó, což plavce ještě víc vyděsilo. Na další cestě se loď dostala až do proudů Éridanu, kde byla mohyla Faethontova na místě, kde jej zabil Diův blesk. Dále pluli po prudkém Rhodanu, bez nehody se dostali až k Aithalii (dnešní Elba), protože Héra je hustou mlhou chránila před útoky místních divokých kmenů. Bez zdržování pluli rychle dál, až dorazili k ostrovu Áia, kde sídlila kouzelnice Kirké.

### U kouzelnice Kirké
Do domu Kirké vstoupili Iásón a Médeia sami a podrobili se očistné oběti, kterou z nich Kirké sňala obvinění z těžkého zločinu. Kirké však vyslechla Médeino vyprávění o všech událostech v Kolchidě, jak podvedla svého otce Aiéta, jak pomohla Iásonovi s plněním všech úkolů a jak svého otce tajně opustila a utekla do ciziny. Zamlčela jedině úkladnou vraždu Apsyrtovu. Kirké všechno věděla, zradu jí neodpustila a hanebný útěk odsoudila.
Ihned nato opustili Kirčin dům a tu bohyně Héra a Iris zajistily jejich další hladkou a rychlou plavbu - Héfaistos zhasil svůj oheň, Aiolos utišil všechny protivětry a Thetis zajistila, aby Skylla a Charybdis loď ve svých dravých vodách nezničily. Poté již Péleus, manžel bohyně Thetis a otec Achilleův, vybídl plavce k rychlému odplutí. Loď vyrazila jako střela a brzy míjeli ostrov Sirén, které lákaly plavce tklivým zpěvem, ale když začal zpívat Orfeus, oněměly při jeho zpěvu Sirény a poprvé tak nezískaly žádnou oběť. A už byla loď u obludné Skylly, která měla dvanáct noh, šest krků, šest tlam a štěkala jako pes. K lodi připluly mořské víly i s mořskou bohyní Thetidou a loď protlačily kolem obou příšer. Všechno sledovaly z Olympu bohyně Héra a Athéna. Na volném moři je víly i bohyně opustily.

### Ostrov Fajáků
Loď plula kolem sicilských břehů a dorazila k ostrovu Fajáků, kterým vládl král Alkinoos. Sem však připlulo i vojsko krále Aiéta, který pronásledoval dceru Médeiu a žádal její vydání, jinak hrozil válkou. Všichni se za Médeiu přimlouvali, král Alkinoos tedy rozhodl, že je-li ještě dívkou, bude vydána otci. Je-li však již manželkou Iásonovou, zůstane s ním. A tak se neprodleně konala jejich svatba. Kolchidští vojáci se báli trestu od svého krále, proto raději požádali o svolení zůstat na sousedním ostrově.

### Na mělčině
Loď Argonautů také záhy vyrazila na další cestu, dlouhé dny jim však nepřálo počasí, severák je zahnal k písčitým Syrtám, kde jsou mělčiny s hustou spletí řas, z nichž nikdo nevyvázne. Plavci propadali beznaději, ale přišly jim na pomoc víly, ochránkyně pusté Libye a slíbily pomoc. Objevil se obrovský kůň se zlatou hřívou, plavci nesli svou loď na ramenou dvanáct dní a nocí a kůň je dovedl až k trítónské zátoce. Když hledali vodu, dostali se až na místo, kde ještě včera Héraklés usmrtil draka hlídajícího zlatá jablka v zahradě Hesperidek. Argonauti spatřili, jak se drak ještě škubal! A vzápětí také našli pramen vody, který Héraklés kopnutím paty vyrazil ze země. Hérakla samotného však už nezastihli. A netušili také, že jeho přítel Polyfémos po rozloučení s nimi po lodi dlouho pátral, prošel daleké kraje a osud ho zahubil. Toho dne zemřel také jejich druhý věštec Mopsos, který šlápl na jedovatého hada.

### Poslední nebezpečenství
S pomocí boha Tritóna se dostali na hluboké moře a po několika dnech přistáli na ostrůvku mezi Krétou a Rhodem. Při vplouvání do krétského přístavu jim bránil kovový obr Talós, který proti nim vrhal obrovské kameny. Médeia obra zahubila svými kouzly, omámila ho, on narazil nohou do skaliska, zranil se a z kotníku mu vytryskla krev. Vzápětí se zřítil ze skály na zem a byl mrtev.
Brzy nato propluli kolem Aigíny, vzdali oběť bohům, pluli kolem Attiky se slavnými Athénami, minuli Aulidu a kolem eubojských břehů dopluli do Iólku.

### Doma
V přístavišti je vítaly obrovské zástupy jásajících lidí, ale Iásón se rozhlížel po svých starých rodičích. Prosil Médeiu, aby jeho otci Aisonovi přidala několik roků života a ona slíbila. Iásón přivedl Médeiu ke svým rodičům. Všichni byli šťastni. Médeia následující noc nasbírala čarovné byliny, uvařila kouzelnou šťávu. Nechala vynést Aisona ven, uspala ho, probodla mu hrdlo a nechala vytéci krev. Napustila žíly kouzelnou šťávou a vzápětí otcovy vlasy nebyly šedivé, zmizely vrásky, z Aisona byl mladý silný muž.
Všichni přítomní užasli, radovali se, ale také pociťovali bázeň před Médeiou. Druhý den se konala oslava na rozloučenou, všichni vzpomínali na dlouhou nebezpečnou cestu a slibovali věrnost otčině. Plavci z lodi Argó opouštěli Aisonův dům a vykročili ke svým domovům.
Když poté Iásón šel za králem Peliem, aby získal zpět vládu nad Iólkem, nepochodil. Peliás se nemínil vlády zbavit, naopak nechtěl vracejícího se Iásona vůbec přijmout zpět, ukládal o život také jeho rodičům a příbuzenstvu. Iásón se rozhodl ho s pomocí Médeii zavraždit. Médeia slíbila Peliovým dcerám, že jejich otce omladí stejně jako otce Iásonova, donutila dcery, aby samy otcovi otevřely žíly, vypustila mu krev, ale nenahradila ji žádnou zázračnou šťávou, ale odvarem z neúčinných travin. Peliás zemřel.
Tak se Iásón nedočkal moci, ale odplatou za smrt Peliovu je vyhnali z Iólku. Po dlouhých cestách našli útočiště u korinthského krále Kreonta, tam se narodili jejich dva synové Mermeros a Ferétés. Médeia doufala v rodinné štěstí, Iásón bažil po moci. Když zradil a chtěl zapudit Médeiu, její láska se změnila v nenávist. Zahubila svou sokyni Glauku i Kreonta a poté i své dva syny.
Toto neštěstí, jehož byl sám strůjcem, vzalo Iásonovi přízeň i přátelství. Stal se psancem. Loď Argó byla uctívána jako posvátná památka. Po dlouhé době, kdy již trouchnivěla, usadil se v jejím stínu a loď se na něj zádí zřítila a zabila ho.

## Odraz v umění
Rozsáhlá báje o Argonautech se odrazila zejména ve vázovém malířství, freskách a terakotách.
- je zachycena na bronzové nádobě Cista Ficoroni  z Praeneste (kolem roku 400 př. n. l., uložena v Římě)

Mýtus o Argonautech je neobyčejně starý, jednotlivé epizody jsou vyprávěny už u Homéra. Celý příběh byl vyprávěn v mnoha verzích, které se lišily v líčení událostí, v geografických údajích, v popisech hrdinů.
- první obšírné vyprávění osudů Argonautů je od řeckého básníka Pindara z počátku 5. stol. př. n. l.
- básnicky zpracoval souborně toto téma Apollonios z Rhodu ve velkém čtyřdílném eposu Argonautika